# Passirano
Passirano é uma comuna italiana da região da Lombardia, província de Bréscia, com cerca de 5.788 habitantes. Estende-se por uma área de 13 km², tendo uma densidade populacional de 445 hab/km². Faz fronteira com Castegnato, Cazzago San Martino, Corte Franca, Monticelli Brusati, Ospitaletto, Paderno Franciacorta, Provaglio d'Iseo, Rodengo-Saiano.

## Demografia
| Variação demográfica do município entre 1861 e 2011                               |
|                                                                                   |
| Fonte: Istituto Nazionale di Statistica (ISTAT) - Elaboração gráfica da Wikipedia |